# 洛歇鎮中心站
洛歇鎮中心站（英語：Lougheed Town Centre Station）是加拿大卑詩省本拿比一座架空列車千禧線／長青延線和博覽線車站，為運輸聯線收費架構中二號收費區的其中一個車站。此站位於本拿比東部洛歇公路和柯士甸道的交界處，鄰近洛歇鎮中心商場和本拿比與高貴林的市界線。
此站於2002年8月31日開幕，往後14年僅有千禧線的列車在此停靠。當局在興建此站時設置預留月台和分叉位，以便日後將千禧線從此站伸延至滿地寶和高貴林。在該延線開通前，運輸聯線於2002年開設97號快速巴士線連接此站和高貴林市中心，在鐵路服務伸延到該走廊前先為該區提供班次頻密的公共交通服務。
滿地寶－高貴林延線後來改稱長青延線，2012年中動工，並於2016年十二月二日通車。在此之前，運輸聯線率先於2016年10月22日重組架空列車網絡，千禧線原有介乎此站和二埠哥倫比亞站的路段改屬博覽線，成為該線的一條支線；洛歇鎮中心站遂從當日起成為千禧線和博覽線的轉乘站。此站的3號月台亦於同日投入服務，並成為千禧線的臨時東端終點站；長青延線通車後，千禧線將從此站往東伸延至高貴林的拉法基湖－道格拉斯站。
需要注意的是，因为配线设计的原因导致千禧线列车需要在本站西侧及本贵林站附近的道岔区切换正线。同时千禧线双方向发出全程末班车以后，本站成为千禧线双方向区间车的终点站。

## 車站設計

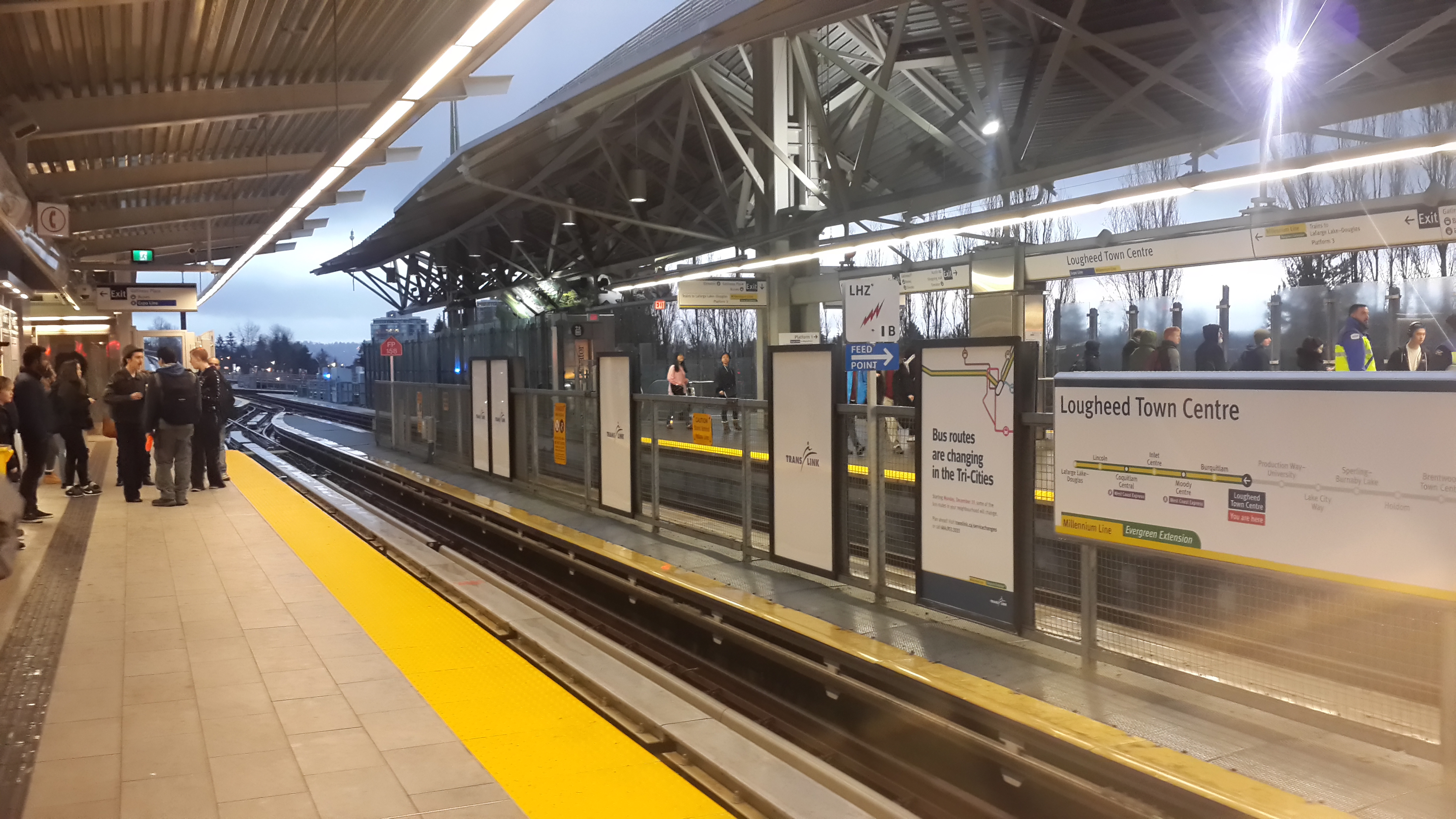
3號月台

### 樓層
| T | 側式月台   | 側式月台                                                                    |
| T | 3號月台    | 千禧線往溫哥華社區學院－克拉克站（生產路－大學站）                          |
| T | 2號月台    | 博覽線往生產路－大學站（總站）                                              |
| T | 島式月台   |                                                                             |
| T | 1號月台    | 博覽線往濱海站（布雷德站） 千禧線長青延線往拉法基湖－道格拉斯站（本貴林站） |
| S | 地面（西） | 柯士甸道出入口、往洛歇鎮中心商場通道、自動售票機、驗票閘門                  |
| S | 地面（東） | 加田奴坊出入口、自動售票機、驗票閘門、便利店                                |

## 接駁交通
洛歇鎮中心站外的巴士站編排如下：
| 巴士站編號 | 服務路線                                                                                    |
| ---------- | ------------------------------------------------------------------------------------------- |
| 1          | BC Transit 66號巴士(菲沙河谷特快路線)，往智利域方向                                         |
| 2          | 152號巴士，往高貴林中央站方向                                                               |
| 3          | 110號巴士，往鐵道鎮站方向                                                                   |
| 4          | 101號巴士，往22街站方向                                                                     |
| 5          | 157號巴士，往本貴林站方向                                                                   |
| 6          | 180號巴士，往滿地寶中心站方向                                                               |
| 7          | 136號巴士，往布倫活鎮中心站方向                                                             |
| 8          | 555號巴士，往卡沃斯轉車站方向                                                               |
| 9          | 156號巴士，往布雷德站方向                                                                   |
| 10         | 109號巴士，往新西敏站方向 N9號深宵巴士，往高貴林中央站方向 N9號深宵巴士，往溫哥華市中心方向 |

## 外部連結
- 维基共享资源上的相關多媒體資源：洛歇鎮中心站